# SK Šenov
SK Šenov je český fotbalový klub z města Šenov, hrající od sezóny 2020/21 Městský přebor - Ostrava-město (8. nejvyšší soutěž).
Své domácí zápasy odehrává na stadionu v Šenově.

## Umístění v jednotlivých sezonách
Zdroj: 
Stručný přehled
- 2003–2009: Ostravský městský přebor
- 2009–2010: I. B třída Moravskoslezského kraje – sk. C
- 2010–2014: I. A třída Moravskoslezského kraje – sk. B
- 2014–2020: Přebor Moravskoslezského kraje
- 2020–2021: Ostravský městský přebor – sk.A
- 2021–:  Ostravský městský přebor

Jednotlivé ročníky
Legenda: Z – zápasy, V – výhry, R – remízy, P – porážky, VG – vstřelené góly, OG – obdržené góly, +/- – rozdíl skóre, B – body, červené podbarvení – sestup, zelené podbarvení – postup, fialové podbarvení – reorganizace, změna skupiny či soutěže
| Česko (2003 – ) |                                            |        |     |     |     |     |     |     |     |     |        |     |     |     |
| Sezóny          | Liga                                       | Úroveň | Z   | V   | R   | P   | VG  | OG  | +/- | B   | Pozice |     |     |     |
| 2003/04         | Ostravský městský přebor                   | 8      | 26  | 14  | 3   | 9   | 59  | 43  | +16 | 45  | 7.     |     |     |     |
| 2004/05         | Ostravský městský přebor                   | 8      | 26  | 12  | 7   | 7   | 57  | 36  | +21 | 43  | 6.     |     |     |     |
| 2005/06         | Ostravský městský přebor                   | 8      | 24  | 12  | 5   | 7   | 58  | 45  | +13 | 41  | 5.     |     |     |     |
| 2006/07         | Ostravský městský přebor                   | 8      | 24  | 19  | 3   | 2   | 105 | 29  | +76 | 60  | 2.     |     |     |     |
| 2007/08         | Ostravský městský přebor                   | 8      | 26  | 14  | 5   | 7   | 76  | 38  | +38 | 47  | 5.     |     |     |     |
| 2008/09         | Ostravský městský přebor                   | 8      | 26  | 24  | 1   | 1   | 117 | 23  | +94 | 73  | 1.     |     |     |     |
| 2009/10         | I. B třída Moravskoslezského kraje – sk. C | 7      | 26  | 15  | 5   | 6   | 73  | 46  | +27 | 50  | 2.     |     |     |     |
| 2010/11         | I. A třída Moravskoslezského kraje – sk. B | 6      | 26  | 15  | 4   | 7   | 62  | 43  | +19 | 49  | 3.     |     |     |     |
| 2011/12         | I. A třída Moravskoslezského kraje – sk. B | 6      | 26  | 14  | 1   | 11  | 64  | 55  | +9  | 43  | 3.     |     |     |     |
| 2012/13         | I. A třída Moravskoslezského kraje – sk. B | 6      | 26  | 11  | 5   | 10  | 55  | 57  | −2  | 38  | 6.     |     |     |     |
| 2013/14         | I. A třída Moravskoslezského kraje – sk. B | 6      | 26  | 16  | 4   | 6   | 52  | 34  | +18 | 52  | 1.     |     |     |     |
| 2014/15         | Přebor Moravskoslezského kraje             | 5      | 30  | 4   | 4   | 22  | 40  | 94  | −54 | 16  | 16.    |     |     |     |
| 2015/16         | Přebor Moravskoslezského kraje             | 5      | 30  | 13  | 3   | 14  | 69  | 59  | +10 | 42  | 7.     |     |     |     |
| 2016/17         | Přebor Moravskoslezského kraje             | 5      | 30  | 10  | 4   | 16  | 46  | 68  | −22 | 34  | 12.    |     |     |     |
| 2017/18         | Přebor Moravskoslezského kraje             | 5      | 30  | 10  | 4   | 16  | 56  | 71  | −15 | 34  | 10.    |     |     |     |
| 2018/19         | Přebor Moravskoslezského kraje             | 5      | 30  | 5   | 2   | 23  | 46  | 90  | −40 | 17  | 15.    |     |     |     |
| ** 2019/20      | Přebor Moravskoslezského kraje             | 5      | ... | ... | ... | ... | ... | ... | ... | ... | ...    | ... | ... | ... |
| 2020/21         | Ostravský městský přebor – sk.A            | 8      | 9   | 6   | 0   | 3   | 29  | 22  | +7  | 17  | 4.     |     |     |     |
| 2021/22         | Ostravský městský přebor                   | 8      | 20  | 11  | 0   | 9   | 67  | 65  | +2  | 31  | 7.     |     |     |     |
| 2022/23         | Ostravský městský přebor                   | 8      | 22  | 9   | 0   | 13  | 39  | 54  | -15 | 28  | 7.     |     |     |     |
| 2023/24         | Ostravský městský přebor                   | 8      | 27  | 10  | 0   | 17  | 48  | 85  | -37 | 30  | 7.     |     |     |     |
| 2024/25         | Ostravský městský přebor                   | 8      | 25  | 4   | 8   | 13  | 41  | 72  | -31 | 23  | 8.     |     |     |     |

**= klub během podzimní části odstoupil ze soutěže a v následující sezoně se přihlásil do Ostravského městského přeboru.

## SK Šenov „B“
SK Šenov „B“ byl rezervním týmem Šenova, který hrál mezi lety 2017-2019 Ostravskou městskou soutěž (9. nejvyšší soutěž).

### Umístění v jednotlivých sezonách
Legenda: Z – zápasy, V – výhry, R – remízy, P – porážky, VG – vstřelené góly, OG – obdržené góly, +/- – rozdíl skóre, B – body, červené podbarvení – sestup, zelené podbarvení – postup, fialové podbarvení – reorganizace, změna skupiny či soutěže
| Česko (2017 – ) |                          |        |    |    |       |    |    |    |     |    |        |
| Sezóny          | Liga                     | Úroveň | Z  | V  | R     | P  | VG | OG | +/- | B  | Pozice |
| 2017/18         | Ostravská městská soutěž | 9      | 24 | 10 | 3     | 11 | 59 | 67 | −8  | 33 | 5.     |
| 2018/19         | Ostravská městská soutěž | 9      | 24 | 11 | 2 / 1 | 10 | 70 | 67 | +3  | 38 | 5.     |